# Екатеринкинское сельское поселение
Екатери́нкинское се́льское поселе́ние — муниципальное образование, расположенное в Кадыйском районе Костромской области.
Административным центром поселения является деревня Екатеринкино. Муниципальное образование было создано в 2004 году, а в 2009 году его территория расширилась за счёт включения упразднённого Низкусинского сельского поселения. В настоящее время в состав поселения входят 24 населённых пункта.

## История
Екатеринкинское сельское поселение было образовано 30 декабря 2004 года в соответствии с Законом Костромской области № 237-ЗКО, который определил его статус и установил границы.
10 декабря 2009 года был принят Закон Костромской области № 549-4-ЗКО, согласно которому упразднённое Низкусинское сельское поселение было объединено с Екатеринкинским. Фактическое слияние двух муниципальных образований состоялось 16 июля 2010 года.
Исторически земли, входящие в состав поселения, относились к Нёмдовскому и Чудскому станам, которые позднее были преобразованы в волости. В XIV—XV веках Низкусинский край, включавший село Иваньково, входил в Кусскую волость, расположенную на северо-восточной окраине Костромского уезда по реке Кусь. В XVI столетии эти территории находились в личной собственности царя Ивана Грозного. В начале XVII века Чудской волостью последовательно владели князь Куракин (в 1608 году) и князь Ф.Ф. Волконский (в 1628 году).
В XVIII веке деревни Нёмдовской волости принадлежали князю Козловскому, который в 1767 году принимал у себя Екатерина II во время её путешествия по Волге. В XIX веке владения перешли к А.П. фон Менгдену как приданое его жены, дочери Козловского. Деревня Борисово принадлежала П.П. Писемскому — офицеру, участнику Отечественной войны 1812 года.
Река Кусь, протекающая по территории поселения, упоминается в летописях. В 1433 году на ней произошла битва между войсками галичского князя Юрия Дмитриевича (сына Дмитрия Донского) и его сыновей Дмитрия Шемяки и Василия Косого, с одной стороны, и войском московского князя Василия Васильевича, с другой. В 1468 году и 1536 году на Куси происходили стычки с казанскими татарами. С этими событиями связаны некоторые местные названия: деревня Ханево (от татарского слова «хан»), усадьба Шеино (названа по фамилии воеводы Шеина), урочище Рубеж (место остановки неприятеля).
В селе Низкусь с 1629 года существовала деревянная церковь. В 1809 году на её месте был возведён кирпичный храм Обновления храма Воскресения Господня, относящийся к памятникам архитектуры в формах раннего классицизма. При церкви действовала церковно-приходская школа, здание которой (построено в 1909 году) сохранилось.
В селе Ильинское находится уникальный деревянный храм Пророка Илии начала XX века. Построенный без использования гвоздей, он признан памятником архитектуры республиканского значения.

## География
Поселение расположено севернее районного центра Кадый и вытянуто вдоль автомобильной дороги, соединяющей Кадый с Антропово. Большинство населённых пунктов сосредоточены вдоль этой трассы. По территории протекает река Кусь. Площадь Екатеринкинского сельского поселения составляет 457,35 км².

## Население
| 2008 | 2010 | 2012 | 2013 | 2014 | 2015 | 2016 |
| ---- | ---- | ---- | ---- | ---- | ---- | ---- |
| 530  | ↗556 | ↘517 | ↘492 | ↘478 | ↘453 | ↘448 |
| 2017 | 2018 | 2019 | 2020 | 2021 |      |      |
| ↘425 | ↘408 | ↘388 | ↘383 | ↘326 |      |      |

По данным социального паспорта поселения на 1. января 2023 года, общая численность населения составляла 617 человек, из которых 278 женщин и 284 мужчины. К трудоспособному возрасту относились 397 человек (196 женщин, 201 мужчина), старше трудоспособного возраста — 166 человек (106 женщин, 60 мужчин). Дети до 18 лет составляли 54 человека. Демографическая ситуация в 2022 году характеризовалась превышением смертности над рождаемостью: за год родился 1 ребёнок, умерло 12 человек.

## Социальная характеристика
По данным администрации поселения на 1. января 2023 года, на территории проживали 166 пенсионеров, из которых 48 человек находились в возрасте от 55 до 60 лет. Продолжали трудовую деятельность 27 пенсионеров. Число одиноко проживающих граждан пожилого возраста составляло 52 человека, одиноких (не имеющих родственников) — 5 человек.
В поселении зарегистрировано 64 человека, имеющих инвалидность, включая одного ребёнка-инвалида. Из общего числа инвалидов, 23 находились в трудоспособном возрасте, при этом 4 человека работали.
К категориям граждан, получающих меры социальной поддержки, на указанную дату относились:
- Ветераны боевых действий — 2 человека.
- Члены семей погибших (умерших) инвалидов/участников ВОВ — 1 человек.
- Труженики тыла — 3 человека.
- Ветераны труда — 29 человек.

На территории поселения насчитывалась 31 семья, воспитывающая детей (всего 54 ребёнка). Среди них:
- Многодетные семьи — 5 (в них 19 детей).
- Семьи с детьми-инвалидами — 1 (в них 4 ребёнка).
- Неполные семьи — 6 (в них 6 детей).
- Одинокие матери — 3 (у них 3 ребёнка).
- Опекунские семьи — 1 (в ней 1 ребёнок).
- Малоимущие семьи — 4 (в них 6 детей).

Социальное обслуживание на дому для пожилых граждан и инвалидов предоставляют 2 социальных работника, которые обслуживают 17 получателей услуг. В администрации поселения работает специалист по социальной работе.

## Инфраструктура
По состоянию на 1. января 2023 года, в поселении функционировали следующие учреждения и объекты:
- Образование: Муниципальное казённое общеобразовательное учреждение Екатеринкинская основная общеобразовательная школа, включающая детскую группу.
- Культура: Три сельских клуба (в деревнях Екатеринкино и Иваньково, а также в селе Низкусь) и две библиотеки (в д.Екатеринкино и с.Низкусь). На территории действует музей «Дом русской старины».
- Здравоохранение: Два фельдшерско-акушерских пункта (ФАПы) — в д.Екатеринкино и с.Низкусь.
- Экономика: Зарегистрировано 8 субъектов хозяйственной деятельности различного профиля, включая ООО «Возрождение», ООО «Соло» (специализирующееся на производстве чёрной поваренной соли), ООО «К», а также ряд индивидуальных предпринимателей.

Согласно данным реестра населённых пунктов на 1. января 2021 года, жилищный фонд поселения включал 198 жилых, 123 нежилых и 14 дачных домов.

## Состав сельского поселения
В состав сельского поселения входят 24 населённых пункта
| №  | Населённый пункт | Тип населённого пункта          | Население |
| -- | ---------------- | ------------------------------- | --------- |
| 1  | Антипино         | деревня                         | ↗10       |
| 2  | Борисово         | деревня                         | ↗41       |
| 3  | Вербилово        | деревня                         | →0        |
| 4  | Доронино         | деревня                         | ↘21       |
| 5  | Екатеринкино     | деревня, административный центр | #Н/Д      |
| 6  | Жирки            | деревня                         | →0        |
| 7  | Иваньково        | деревня                         | ↘123      |
| 8  | Ивашево          | деревня                         | ↘38       |
| 9  | Ильинское        | село                            | ↘0        |
| 10 | Истопки          | деревня                         | ↗17       |
| 11 | Матвейково       | деревня                         | →0        |
| 12 | Митино           | деревня                         | ↗14       |
| 13 | Низкусь          | село                            | ↗162      |
| 14 | Николаевское     | деревня                         | ↗16       |
| 15 | Новая Чудь       | село                            | ↘0        |
| 16 | Ново-Марьино     | деревня                         | ↗2        |
| 17 | Починок          | деревня                         | ↗1        |
| 18 | Роденово         | деревня                         | ↗2        |
| 19 | Рубеж            | деревня                         | ↘1        |
| 20 | Синдяково        | деревня                         | →4        |
| 21 | Старово          | деревня                         | →4        |
| 22 | Столбцы          | деревня                         | →0        |
| 23 | Турово           | деревня                         | →0        |
| 24 | Хорново          | деревня                         | →0        |

## Упразднённые населённые пункты
В 2024 году Костромской областной Думой было принято постановление об упразднении четырёх населённых пунктов на территории поселения: деревень Ерыгино, Комары, Погорелки и хутора Новосёлки. Согласно данным реестра населённых пунктов на 1. января 2021 года, эти населённые пункты уже не имели зарегистрированного постоянного населения.